# Psyllobetina locula
Psyllobetina locula är en nattsländeart som beskrevs av Arturs Neboiss 1962. Psyllobetina locula ingår i släktet Psyllobetina och familjen Hydrobiosidae. Inga underarter finns listade i Catalogue of Life.